# Bisdom Brownsville

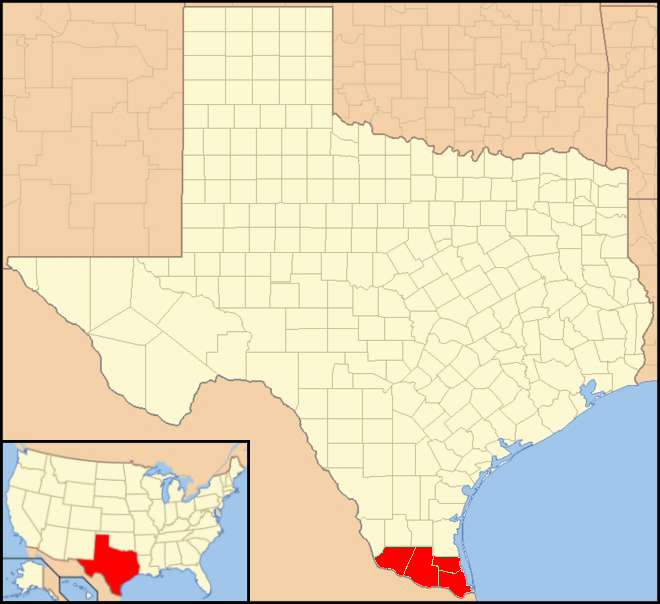
Het bisdom Brownsville (rood) binnen de staat Texas

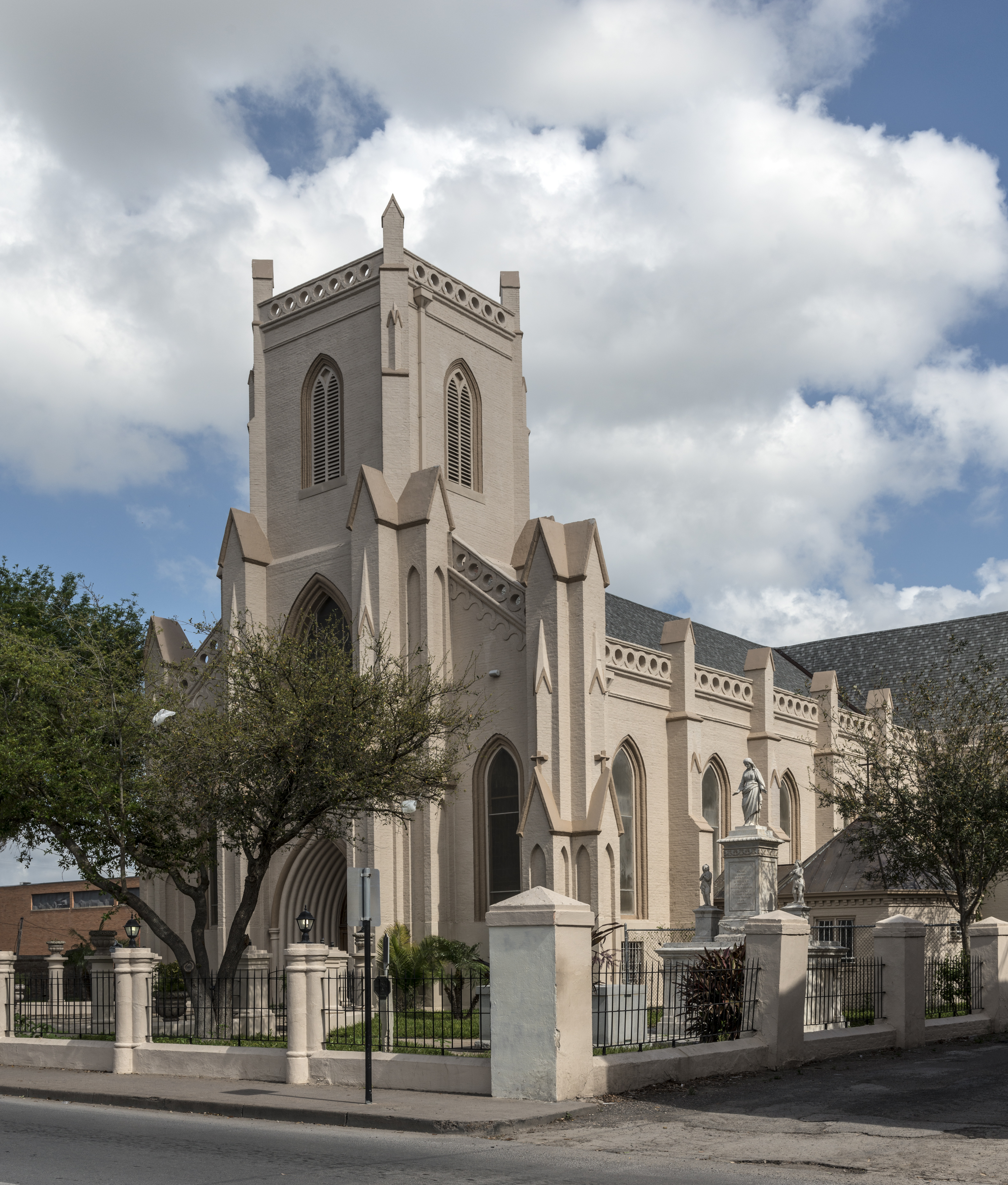
De kathedraal van de Onbevlekte Ontvangenis in Brownsville

Het bisdom Brownsville (Latijn: Dioecesis Brownsvillensis) is een rooms-katholiek bisdom met als zetel Brownsville in het uiterste zuiden van Texas. Het is een suffragaan bisdom van het aartsbisdom Galveston-Houston. 
Van 1874 tot 1912 bestond er al een apostolisch vicariaat Brownsville. De bisschoppen resideerden in werkelijkheid in Corpus Christi of Laredo. Daarna, in 1912, werden de vier county's die het latere bisdom zouden vormen, Cameron, Willacy, Hidalgo en Starr, een onderdeel van het bisdom Corpus Christi. Het bisdom Brownsville werd opgericht in 1965, tot 2004 was het suffragaan aan het aartsbisdom San Antonio.
In 2018 telde het bisdom 72 parochies en 44 missieposten. Het bisdom heeft een oppervlakte van 10.945 km² en telde in 2018 1.357.910 inwoners waarvan 85% rooms-katholiek was. 

## Bisschoppen
- Adolph Marx (1965-1965)
- Humberto Sousa Medeiros (1966-1970)
- John Joseph Fitzpatrick (1971-1991)
- Enrique San Pedro, S.J. (1991-1994)
- Raymundo Joseph Peña (1995-2009)
- Daniel Ernest Flores (2009-)

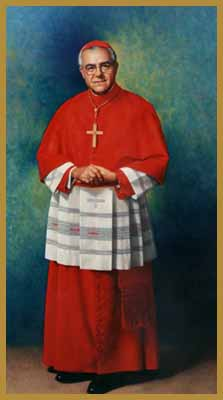
Humberto Sousa Medeiros